# Dua (Güneş e Uzi)
Dua è un singolo della cantante turca Güneş e del rapper turco Uzi, pubblicato l'11 dicembre 2020.

## Descrizione
Il brano ha visto la produzione di Segah (Faruk Aktaş) e il missaggio di Soft G.

## Video musicale
Il video è stato reso disponibile in concomitanza con la pubblicazione del brano.

## Tracce
Testi di Güneş Taşkıran e Utku Cihan Yalçınkaya, musiche di Faruk Aktaş.
1. Dua – 2:58

## Formazione
- Güneş – voce
- Uzi – voce
- Segah – produzione
- Soft G – missaggio